# Požár Litomyšle (1560)
Požár Litomyšle, ke kterému došlo 5. března 1560, poničil značnou část tehdejšího města.

## Průběh
Požár vypukl ve sladovně a později se velmi rychle rozšířil na tzv. České předměstí a Zahájí. Vyhořela většina budov na dnešním Smetanově náměstí, zůstalo stát něco málo přes deset domů. Poničen byl i kostel. Kromě toho lehla popelem také místní škola, budova fary a značně byl poškozen i místní zámek, který byl následně dlouhou dobu opuštěný. Ačkoliv materiální škody byly značné, vyžádal si požár pouhé čtyři mrtvé. Požár také poničil místní hradby, které musely být rovněž opravovány.
Poškozenému městu se rozhodla pomoci mnohá moravská a česká města, včetně Prahy. Vybráno bylo poměrně značné množství peněz (102 kop míšeňských grošů); zvláštní sbírka se uskutečnila také i na opravu kostela a místní školy.